# Aleksandr Zabielin
Aleksandr Nikołajewicz Zabielin (ros. Александр Николаевич Забелин; ur. 6 grudnia 1931 w Matwiejewce obecnym obwodzie królewieckim) – radziecki strzelec sportowy, medalista olimpijski, medalista mistrzostw świata i Europy.

## Życiorys
Specjalizował się w strzelaniu z pistoletu szybkostrzelnego z 25 m. Zdobył brązowy medal w tej konkurencji na igrzyskach olimpijskich w 1960 w Rzymie. Zdobył tyle samo punktów, co pozostali medaliści: William McMillan ze Stanów Zjednoczonych i Pentti Linnosvuo z Finlandii. O ostatecznej kolejności zadecydowała dogrywka, w której Zabielin zajął 3. miejsce. Na kolejnych igrzyskach olimpijskich w 1964 w Tokio zajął w tej konkurencji 16. miejsce.
Na mistrzostwach świata w strzelectwie zdobył indywidualnie srebrny medal w strzelaniu z pistoletu szybkostrzelnego z 25 m w 1958 w Moskwie (ustanowił wówczas razem z Aleksandrem Kropotinem rekord świata wynikiem 592 pkt.) i złoty medal w 1962 w Kairze, a w drużynie był złotym medalistą w 1958, 1962 i 1966 w Wiesbaden.
Był drużynowym mistrzem Europy w tej konkurencji w 1959 we Włoszech i indywidualnym wicemistrzem w 1963 w Sztokholmie.
Został odznaczony medalem „Za pracowniczą wybitność” i tytułem Zasłużonego Mistrza Sportu ZSRR.